# William Lawrence Kocay
William Lawrence Kocay es un profesor canadiense del departamento de ciencias de la computación del St. Paul's College de la Universidad de Manitoba, especialista en la teoría de grafos.

## Semblanza
Kocay es conocido por su trabajo en algoritmos gráficos y en la conjetura de reconstrucción. Es un antiguo director editorial (desde enero de 1988 hasta mayo de 1997) de Ars Combinatoria, una revista canadiense de matemáticas combinatorias. También es miembro fundador del Instituto de Combinatoria y sus Aplicaciones. Sus alumnos lo llaman cariñosamente "Wild Bill"
Sus intereses de investigación incluyen algoritmos para gráficos, el desarrollo de software matemático, el problema de reconstrucción de gráficos, el problema de isomorfismo de gráficos, la geometría proyectiva, los caminos hamiltonianos, los grafos planos, los algoritmos de embebido de grafos, los grafos en superficies y el diseño combinatorio.

## Publicaciones
- Some new methods in reconstruction theory, W. L. Kocay – Combinatorial mathematics, IX (Brisbane, 1981), LNM
- Some NP-complete problems for hypergraph degree sequences, CJ Colbourn, WL Kocay, DR Stinson – Discrete Applied Mathematics, 1986 – portal.acm.org

## Libros y programas
- Gráficos, algoritmos y optimización, por William Kocay y Donald L. Kreher. Publicado en 2004, CRC Press, 483 páginas
- Grupos y gráficos: un paquete de software principalmente en Mac OS X para gráficos, dígrafos, diseños combinatorios, configuraciones proyectivas, poliedros, embebidos de grafos en un toro, proyectiva plana y grupos de automorfismos. También construye fractales